# Ониноборск
Онинобо́рск — село в Хоринском районе Бурятии. Административный центр сельского поселения «Краснопартизанское».

## География
Расположено на правобережье Уды (в 4 км от русла реки) в 21 км к северо-востоку от районного центра, села Хоринск, по южной стороне региональной автодороги Р436 (Читинский тракт).

## История
Ониноборское создано около 1760 года. Заселялось крепостными крестьянами, сосланными в зачёт рекрут.

## Население
| 2002 | 2010 |
| ---- | ---- |
| 350  | ↘308 |

## Инфраструктура
Административное здание, жилые здания, водокачка